# Palo Duro Canyon

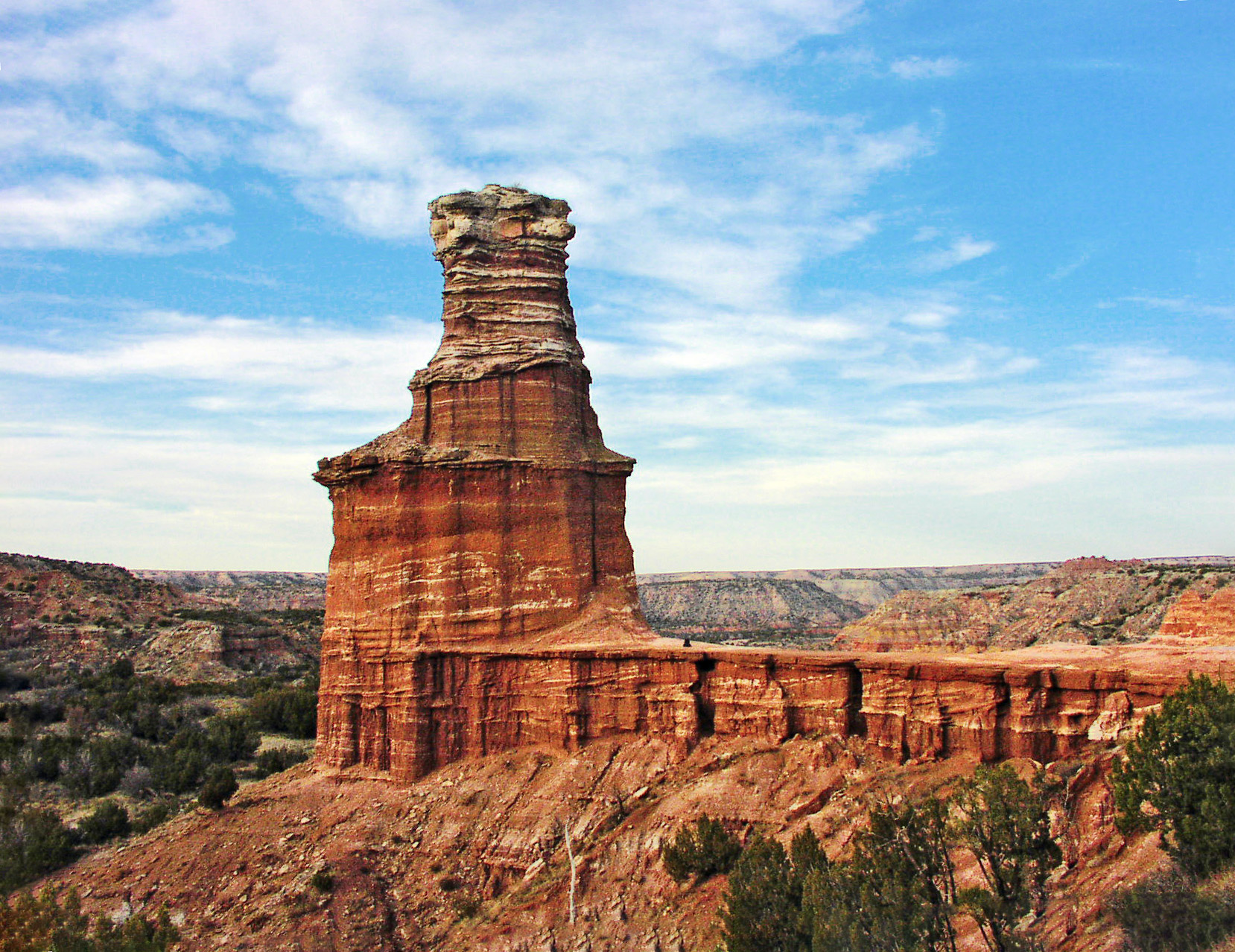
Lighthouse Rock im Palo Duro Canyon

Der Palo Duro Canyon ist ein Canyon im Texas Panhandle in Texas zwischen Amarillo und Lubbock.
Es handelt sich um den zweitgrößten Canyon in den Vereinigten Staaten. Er ist etwa 193 Kilometer lang und hat eine durchschnittliche Breite von 10 Kilometern, die an einigen Stellen auf bis zu 37 Kilometer anwächst. Die maximale Tiefe beträgt 244 Meter. Der Palo Duro Canyon wird wegen seiner Größe und wegen seiner beeindruckenden geologischen Eigenschaften, unter anderem der vielfarbigen Gesteinsschichten, auch der Grand Canyon von Texas genannt.
Der Canyon wurde geformt vom Prairie Dog Town Fork des Red River, der sich durch die relativ flache Caprock-Schlucht von West-Texas schlängelt. Die geologischen Formationen des Canyons, unter anderem Höhlen und Spitzen, wurden über die Jahrtausende durch Wasser- und Winderosion ausgebildet.

## Geschichte

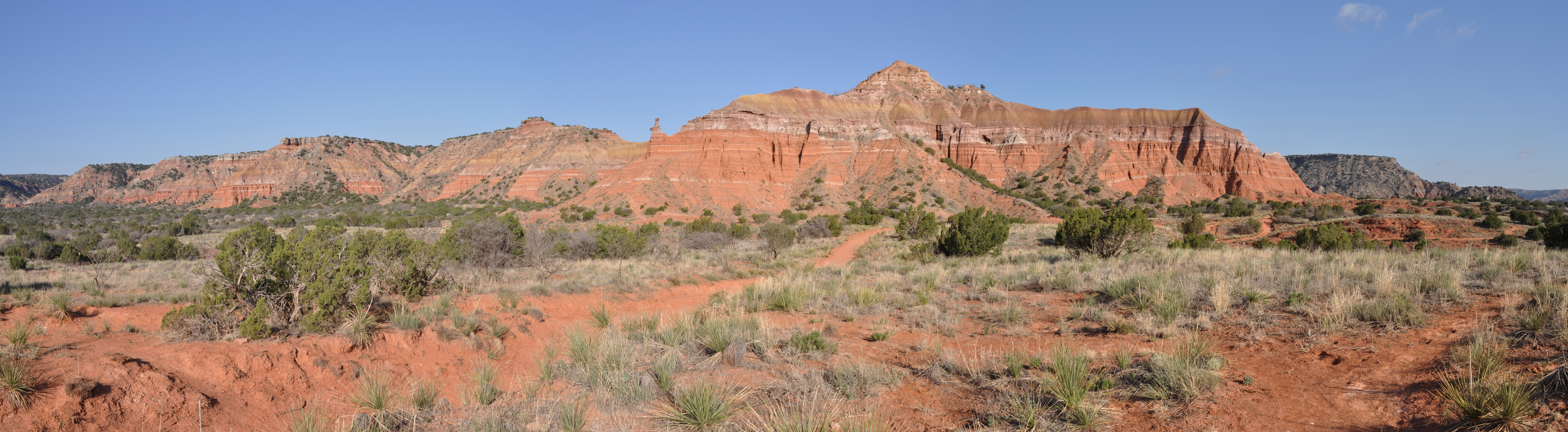
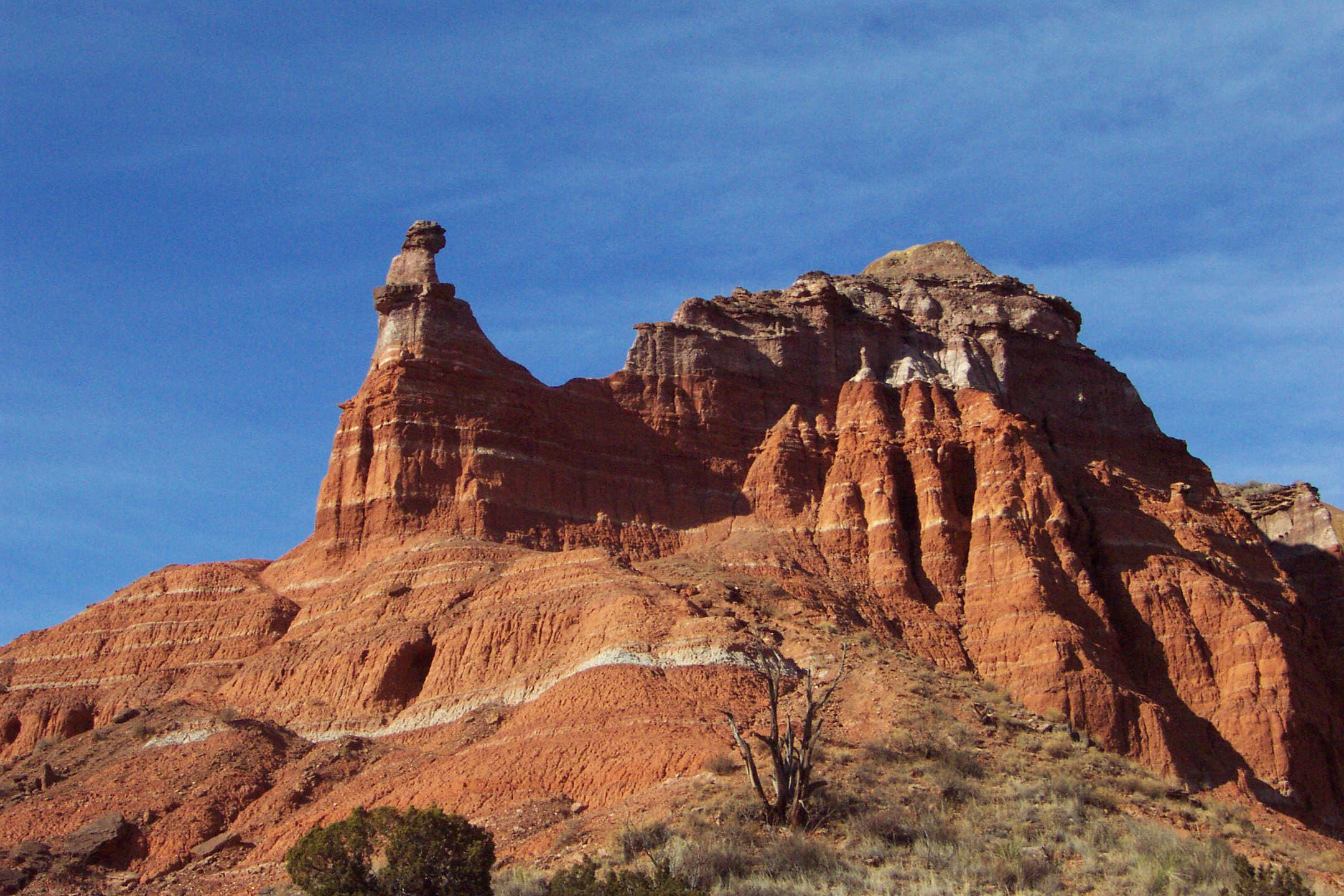
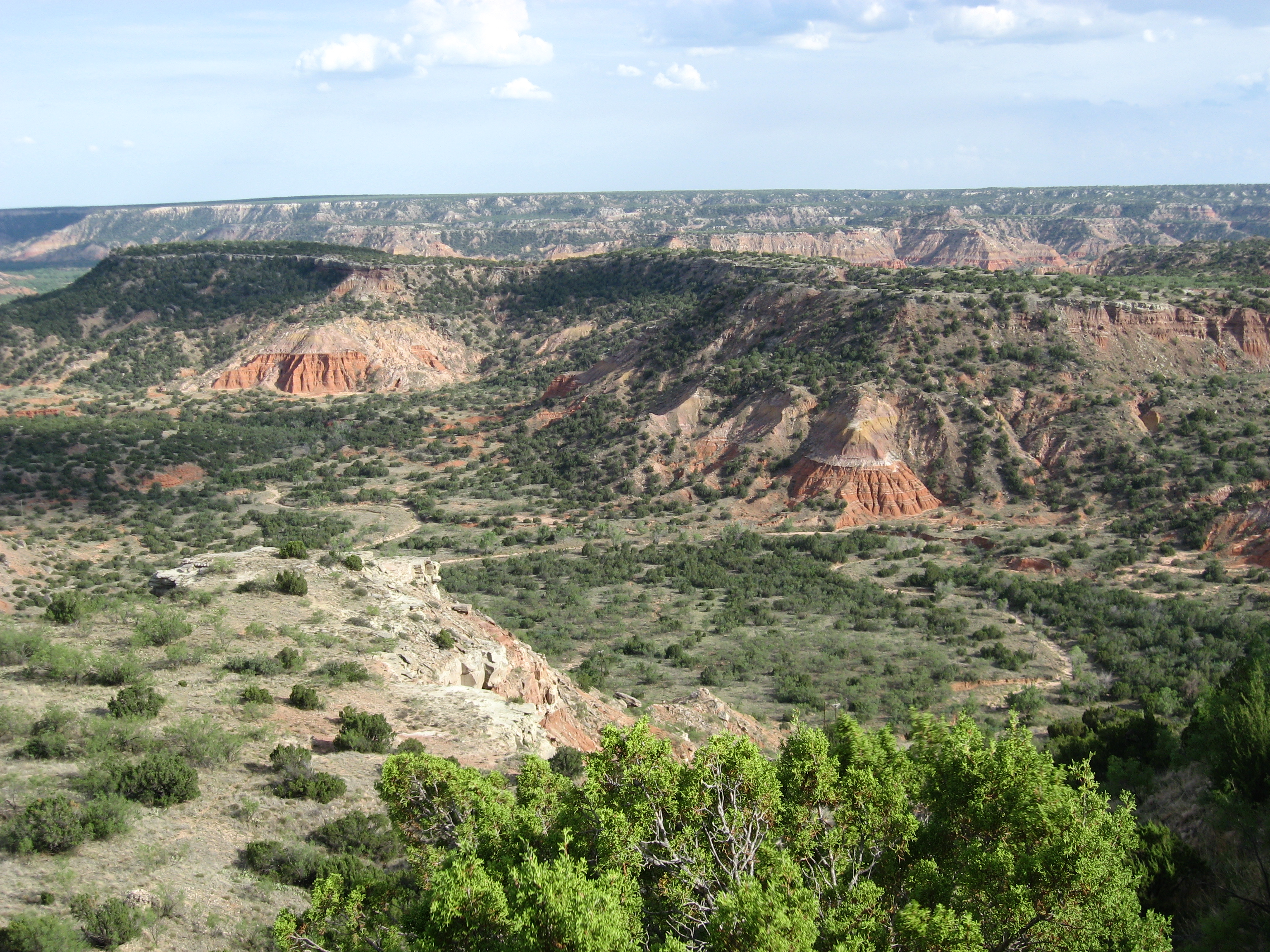

Die ersten Belege für menschliche Besiedlung liegen etwa 10.000 bis 15.000 Jahre zurück. Der Canyon wird seitdem durchgehend bewohnt. Die amerikanischen Ureinwohner wurden wahrscheinlich angezogen vom Wasser des Prairie Dog Town Fork des Red River und von der damit verbundenen reichhaltigen Tierwelt sowie vom Wetterschutz, den die Höhlen boten.
Die ersten europäischen Kundschafter, die den Canyon entdeckten, waren Mitglieder der Expedition von Francisco Vásquez de Coronado, die den Canyon im Jahre 1541 besuchten. Zu dieser Zeit lebten Apache-Indianer im Canyon, die später durch Comanche und Kiowa verdrängt wurden.
Ein militärischer Trupp unter Captain Randolph B. Marcy vermaß den Canyon 1852 auf der Suche nach den Quellen des Red River. Das Land verblieb unter der Kontrolle der Indianer, bis eine militärische Expedition unter Colonel Ranald S. Mackenzie 1874 die Einheimischen in Reservate in Oklahoma vertrieb. Durch einen Zufall gelang es Mackenzie, tausende von indianischen Pferden im nahegelegenen Tule Canyon in den Tod zu treiben und damit den Indianern eine wichtige Kriegswaffe zu nehmen. Demoralisiert und einer ihrer Hauptwaffen beraubt, verließen die Comanche und die Kiowa die Gegend.
Schon kurze Zeit später, 1876, gründete Charles Goodnight die JA-Ranch im Palo Duro Canyon. Der Canyon verblieb die nächsten 50 Jahre in privater Hand, erfreute sich aber zunehmender Beliebtheit bei den örtlichen Einwohnern. Im Jahre 1934 wurde der obere Teil des Canyons vom Staat Texas aufgekauft und in den Palo Duro Canyon State Park umgewandelt. Amarillo ist die größte Stadt in der Nähe des State Parks. 1976 wurde das Gelände als National Natural Landmark eingetragen.